# Deserto di Gibson

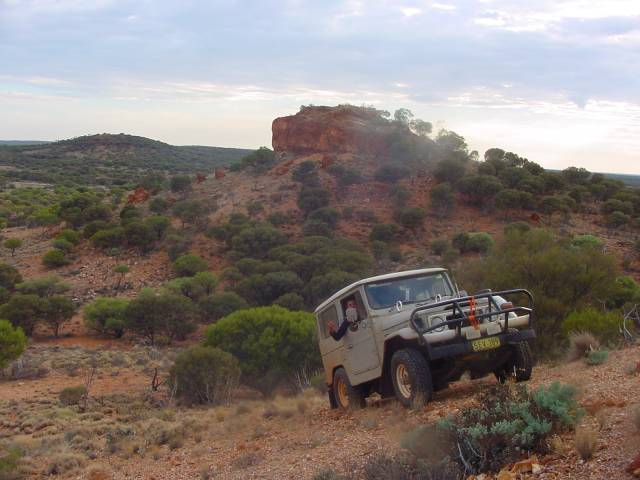
Un veicolo fuoristrada nel deserto di Gibson.

Il deserto di Gibson è un'ecoregione dell'ecozona australasiana, definita dal WWF (codice ecoregione: AA1303), che ricopre una vasta area arida dello stato dell'Australia Occidentale in uno stato di conservazione quasi «incontaminato». Con una superficie di circa 155.000 km², è il quinto deserto più vasto dell'Australia, dopo il Gran Deserto Vittoria, il Gran Deserto Sabbioso, il deserto di Tanami e il deserto di Simpson.

## Geografia
Il deserto di Gibson è situato tra il lago Disappointment, dalle acque salate, e il lago Macdonald, lungo il tropico del Capricorno, a sud del Gran Deserto Sabbioso, ad est del Piccolo Deserto Sabbioso e a nord del Gran Deserto Vittoria. L'altitudine supera appena i 500 m in alcuni punti. Come notarono già i primi esploratori australiani, come Ernest Giles, vaste porzioni del deserto sono caratterizzate da terreni ricoperti di ghiaia su cui crescono le sottili erbe del deserto, mentre altre zone presentano aree di distese ondulate e dune di sabbia rossa, basse creste rocciose o pietrose e zone relativamente elevate con formazioni lateritiche. Il suolo sabbioso delle pianure lateritiche è ricco di ferro. Nella regione centrale del deserto si trovano alcuni laghi salati, mentre nel sud-ovest un sistema di piccoli laghi presenta aspetti di paleo-drenaggio. Le acque sotterranee comprendono parti dei bacini di Officer e di Canning.
Nel deserto di Gibson le precipitazioni variano tra i 200 e i 250 mm all'anno, mentre il tasso di evaporazione è di 3600 mm all'anno. Il clima è generalmente caldo; le temperature massime estive possono superare i 40 °C, mentre in inverno possono scendere fino a 18 °C, con minime anche di 6 °C.

## Flora
La vegetazione è strettamente correlata con il tipo di paesaggio e di suolo. Le distese ghiaiose (note in Australia come gibber) sono caratterizzate da un tipico mosaico di boschetti di mulga (Acacia aneura) e di praterie di spinifex (Triodia basedowii). Le dune e le zone ricoperte di sabbie rosse sono dominate da una steppa arbustiva di Acacia, Hakea e Grevillea che svettano sopra un manto di spinifex (Triodia pungens). Le alture lateritiche sono caratterizzate da una steppa arbustiva nel nord e da una boscaglia di mulga nel sud. Le aree più umide e le distese di alluvioni quaternarie ad esse associate consentono lo sviluppo di boschetti di coolibah (Eucalyptus coolabah) e di erbe tussock.

## Fauna
L'ecoregione ospita una consistente popolazione di scricciolo d'erba striato (Amytornis striatus). Le zone umide isolate lungo il Cooper Creek, a sud del lago Baker, forniscono l'habitat a vari uccelli acquatici.
Varie specie di mammiferi sono ormai scomparse da tempo dalla regione. Tra esse figuravano il quoll occidentale (Dasyurus geoffroii), il numbat (Myrmecobius fasciatus), il fascogale dalla coda rossa (Phascogale calura), il bandicoot dorato (Isoodon auratus) e l'ormai estinto bilby minore (Macrotis leucura). Anche il pappagallo notturno (Pezoporus occidentalis) non si trova qui da tempo, mentre il numero di esemplari di occhione del bush (Burhinus grallarius) è in diminuzione.

## Popolazione
Il deserto di Gibson venne chiamato così dall'esploratore Ernest Giles in onore di uno dei membri della sua spedizione, Alfred Gibson, che scomparve e probabilmente trovò la morte qui durante una spedizione nel 1874.
In gran parte della regione, specialmente nel più arido settore occidentale, la popolazione è costituita prevalentemente da aborigeni. Nel 1984, a causa di una grave siccità che portò al prosciugamento di tutte le sorgenti e alla scomparsa di gran parte delle fonti di cibo, un gruppo della tribù dei Pintupi, che conduceva ancora uno stile di vita semi-nomade tradizionale, attraversò una remota area selvaggia del settore centro-orientale del deserto di Gibson (a nord-est di Warburton) ed entrò in contatto per la prima volta con la società australiana. Si ritiene che si tratti dell'ultima tribù incontattata dell'Australia. Al margine orientale della regione, sorgono alcuni centri (dove abitano anche australiani di origine europea) come Warburton, Mantamaru e Warakurna. Alcuni giovani aborigeni del deserto di Gibson lavorano nel centro creativo di Wilurarra, allo scopo di preservare e sviluppare la loro cultura originaria.

## Conservazione
Questa regione è quasi completamente disabitata, fatta eccezione per le terre aborigene. Alcune greggi di pecore e mandrie di bovini pascolano ai margini del deserto. Un potenziale rischio per la fauna nativa è costituito dalle specie introdotte.